# کیم چون ایل
کیم چون ایل (انگلیسی: Kim Cheon-il; ۱ ژانویهٔ ۱۵۳۷ – ۱ ژانویهٔ ۱۵۹۳) در قرن شانزدهم یک رهبر نظامی و سیاستمدار اهل پادشاهی چوسان بود.